# 神戸市立筒井台中学校
神戸市立筒井台中学校（こうべしりつ つついだいちゅうがっこう）は、兵庫県神戸市中央区にある公立中学校。

## 沿革
- 1958年（昭和33年）4月1日 - 開校。

## 部活動

### 運動部
- 野球部
- ソフトテニス部
- 男子ハンドボール部
- 女子バドミントン部

### 文化部
- 吹奏楽部
- 美術工作部
- 家庭科部

## 通学区域
- 神戸市立上筒井小学校、神戸市立宮本小学校の通学区域[1]。

## 制服
- 男子　
  - 冬服は標準的な学生服上下である。
  - 夏服はカッターシャツ、ポロシャツ、スラックスである。
- 女子　
  - 冬服はブレザー、ベスト、ブラウス、吊りスカートである。
  - 夏服はブラウス、吊りスカートである。

## 交通アクセス
- ＪＲ神戸線「灘駅」北西へ約900m
- 阪急電車神戸線「王子公園駅」西へ約800m
- 神戸市バス92系統「上筒井1丁目」北西へ約100m

## 通学区域が隣接している学校
- 神戸市立葺合中学校
- 神戸市立渚中学校
- 神戸市立原田中学校
- 神戸市立上野中学校